# Височка бања
Височка бања је бања у селу Висока код Ариља. Налази се на реци Великом Рзаву и то у његовом горњем току, четрдесетак километара југозападно од Ариља.

## Карактеристике
Вода избија из дубина на више места, у виду мехурића, скоро поред самог корита, делом и у самом водотоку. Становници Високе али и оближњих села и градова долазе да се лече купањем у два базена који се налазе на обали реке. Топла вода истиче из језера по принципу спојених судова, јер под сопственим притиском проналази отворе у стенама где је најмањи отпор, а то је најнижа тачка у кањону Великог Рзава. Избијајући на површину, претходно загрејана вода у дубљим слојевима, меша се са речном водом и хлади се. Извори су стари око 80.000 година. Организовање и коришћење бањске воде за лечење почиње 1936. године.

## Занимљивости
Кажу да бањска вода лечи реуму, ишијас, вид. Људи се лече купањем, односно мировањем у води по десетак и више минута понављајући више пута у току дана.
Постоје предања како је извор откривен.
- Мештани су хтели да се отарасе коња коме је била повређена нога. Одвели су га поред реке у камените склопове и стене. Када су се касније вратили уместо угинулог коња има ли су шта да виде. Коњ је ходао обалом реке као да му се ништа није ни догодило. Загазивши у воду мештани су увидели да је вода топла.
- Постоји још једна легенда. На овом топлом извору лечили су се косовски јунаци враћајући се са Косовског боја. Провлаче се приче да су овде људи довожени на колима или довођени на коњима, јер су због болести били непокретни. После две недеље одлазили би пешке кући.